# Vojaška taktika
Vojaška taktika je vojaška veda, ki se ukvarja z načini vojskovanja in postopki v bitki. Zajema postopke in delovanje posameznikov in enot, čeprav se primarno ukvarja z delovanjem enot in opredelitvijo načinov vojskovanja. Razvoj vojaške taktike je pogojen z razvojem filozofije in vojaške tehnologije.
Do 19. stoletja se je vojaška taktika ukvarjala le z manevriranjem enot po bojišču, medtem ko se današnja taktika ukvarja z odzivom enot v vseh situacijah.
Vojaška taktika je nadaljevanje vojaške strategije.

## Seznam vojaških taktik
- glej Seznam vojaških taktik